# 圓鍔勝三

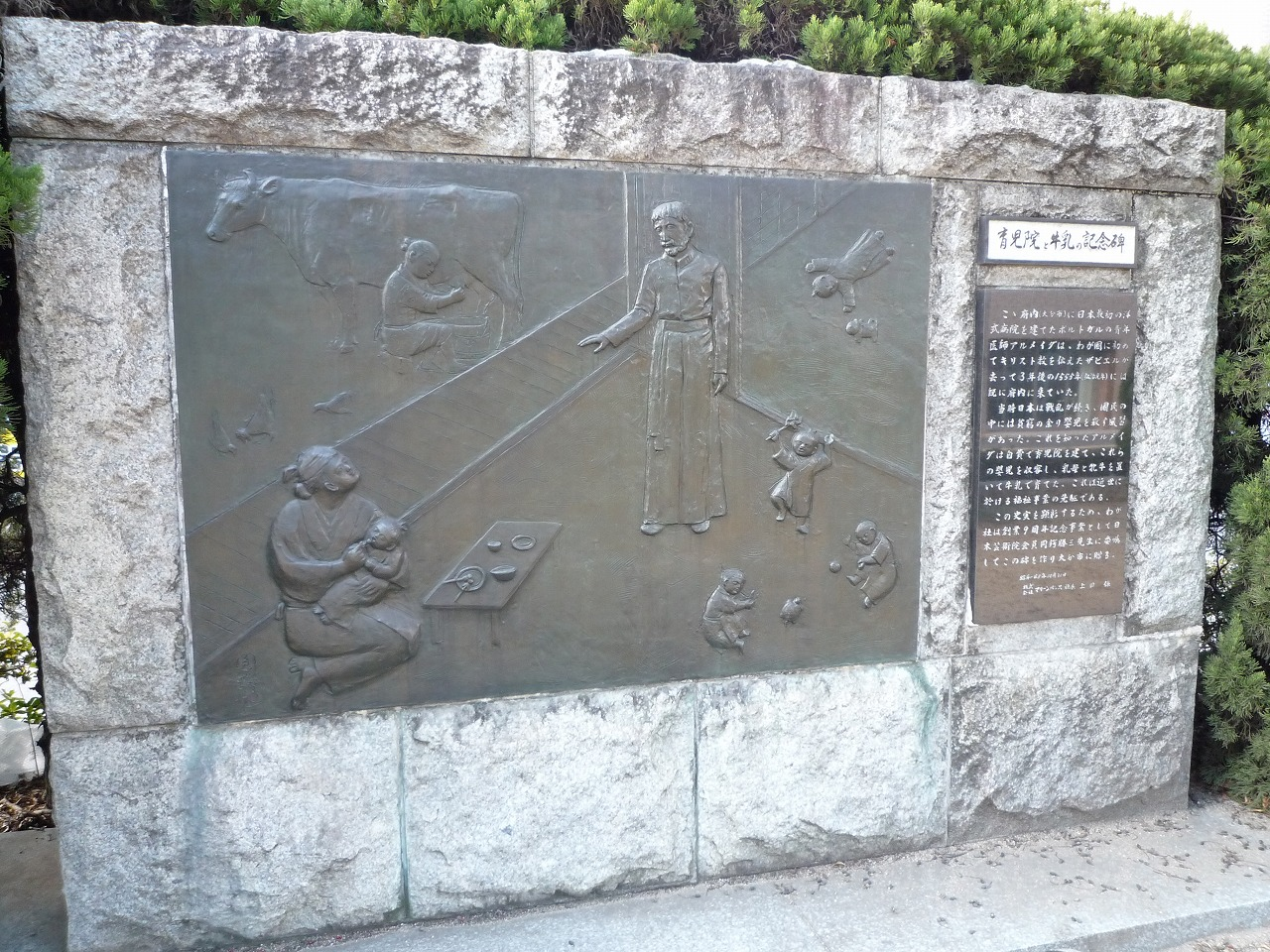
育児院と牛乳の記念碑（1975年）
大分県大分市遊歩公園

圓鍔 勝三（えんつば かつぞう、1905年11月30日 - 2003年10月31日）は、広島県出身の彫刻家。文化功労者、文化勲章受章、広島県名誉県民、尾道市名誉市民。本名は勝二。

## 来歴
広島県御調郡河内村（現・尾道市御調町）出身。1905年（明治38年）11月30日、広島県御調郡河内町（現御調町）に生まれる。1921年（大正10年）河内尋常高等小学校高等科を卒業し、彫刻家を志して京都へ赴き、石割秀光の内弟子となって木彫を学ぶ。1926年、京都市立商工専修学校彫刻科・デッサン科に入学。また同年、関西美術院に入り、木彫から近代的造形を学ぶ。1928年（昭和3年）に上京し、日本美術学校彫刻科へ入学。同校在学中の1930年、第11回帝展に「星陽」を出品して初入選。翌年の第12回帝展に「みのり」を出品して再び入選する。1932年、母が娘に紅を差す何気ない日常の一瞬を描写した「初夏」を第3回文展に出品、特選を受賞。
日本美術学校を卒業後、彫刻家の澤田政廣に師事。1939年、第3回新文展に木彫「初夏」を出品して特選を受賞。1941年、澤田政廣や三木宗策の主導する正統木彫家協会に会員として参加する。1943年、北海道の炭鉱推進隊員として中村直人、古賀忠雄、木下繁らと激励彫刻を制作し、これ以降1945年まで九州・常盤の各炭鉱をまわって制作を行う。
戦後、1946年秋の第2回日展で木彫「砂浜」によって特選を受賞。1947年、多摩美術学校（現多摩美術大学）助教授となる。同年、第3回日展に木彫「しろうさぎ」を招待出品し、特選受賞。1950年、多摩美術短期大学教授に就任する。同年、第6回日展に木彫「土器を持つ女」を出品して特選受賞。1951年に設立された日本陶彫会に参加し、1975年まで出品を続ける。1952年、日本彫塑会会員となる。1953年、多摩美術大学教授となる。1957年、木彫「幻想」を出品して川合玉堂賞を受賞。
1960年、名前を勝三に改名。1962年、日展評議員に就任。1965年、第8回日展に出品した「旅情」が文部大臣賞、日本芸術院賞（1966年）。1968年、日本美術家連盟委員、日本彫塑家協会委員長に就任。1969年日展理事、翌年日本芸術院会員。1971年、日展常務理事に就任。同年、紺綬褒章受章。1976年、勲三等瑞宝章受章。
1980年、日本彫刻会理事長に就任。同年、神奈川県文化賞受賞。1981年、日展顧問に就任。同年、御調町名誉町民第1号に登録される。1982年、文化功労者。1988年、文化勲章を受章。1989年、広島県名誉県民に登録される。同年、自伝「わが人生」を出版。
1991年、川崎市名誉市民に登録される。1993年、伊勢神宮に「神馬」を奉納。同年、圓鍔勝三彫刻美術館、圓鍔記念公園が開館。1997年自伝「続・わが人生」を出版。
2003年10月31日、鬱血性心不全のため死去。
創作初期には木彫を中心に制作したが、戦後はブロンズや陶磁、樹脂などの素材を用い、それらを混合した表現も行った。戦後、抽象表現を取り入れる作家が多い中で、創作初期から写実を基に簡略化した人体像をモティーフとし、具象彫刻による新たな造形を模索した。「幻想」「星羅」「夢　夢　夢」などロマンティックな主題を表象する作風を示したとされる。晩年まで作家活動を行い、生涯創作意欲が枯れることはなかった。

## 略歴
- 1928年（昭和3年）　日本美術学校入学
- 1932年（昭和7年）　同校卒業
- 1950年（昭和25年）　多摩美術短期大学教授
- 1953年（昭和28年）　多摩美術大学教授
- 1962年（昭和37年）　日展評議員
- 1971年（昭和46年）　日展常務理事
- 1980年（昭和55年）　日本彫刻会理事長
- 1981年（昭和56年）　日展顧問

## 受賞・栄典
- 1965年（昭和40年） 日展文部大臣賞
- 1966年（昭和41年） 日本芸術院賞
- 1971年（昭和46年） 紺綬褒章

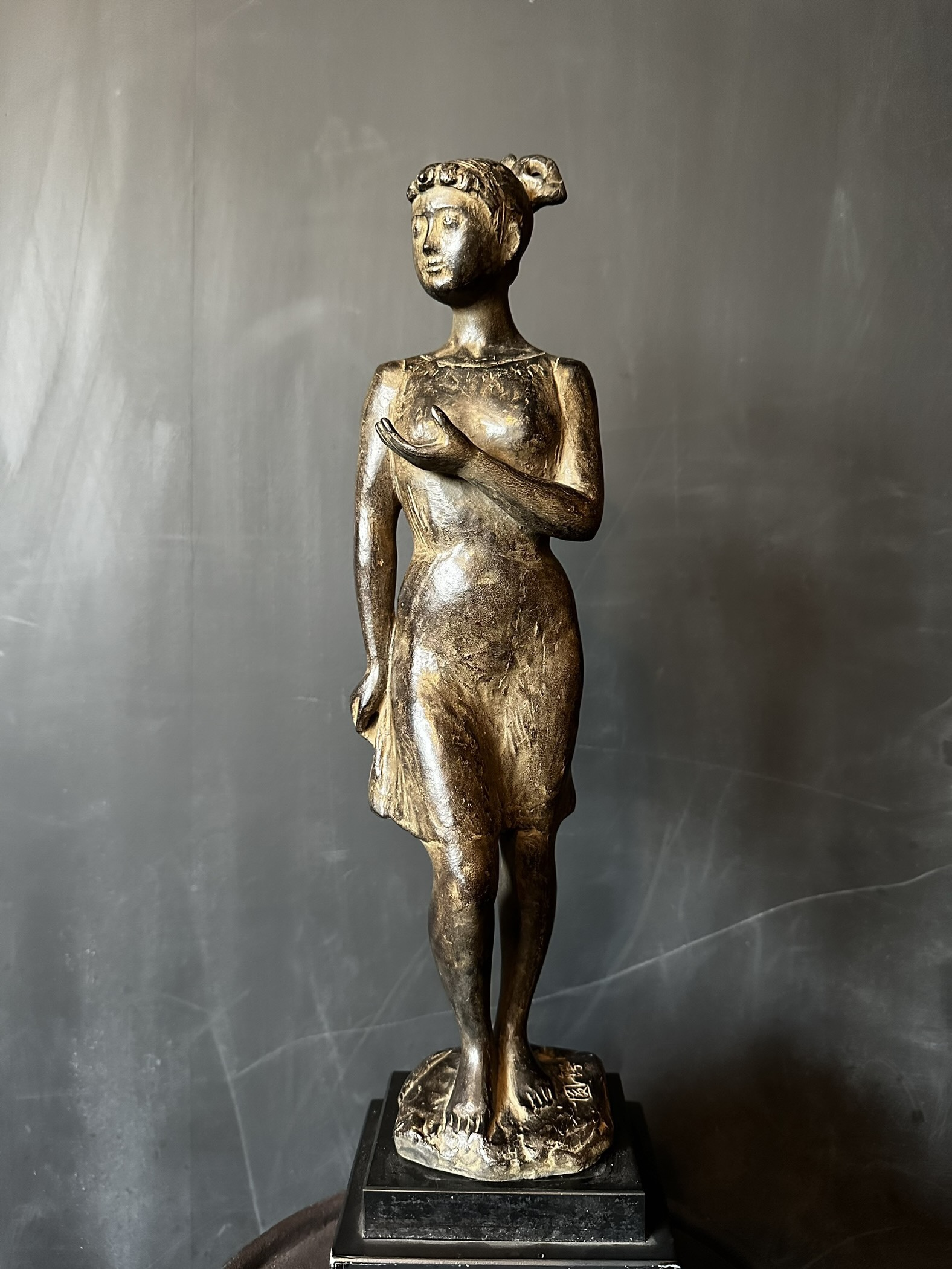
川崎市文化賞を受賞した『少女』

- 1973年（昭和48年） 川崎市文化賞「少女」
- 1976年（昭和51年） 勲三等瑞宝章
- 1980年（昭和55年） 神奈川文化賞
- 1982年（昭和57年） 文化功労者
- 1988年（昭和63年） 文化勲章
- 1989年（平成元年） 広島県名誉県民
- 1991年（平成3年） 川崎市名誉市民

## 主な彫刻作品の設置場所

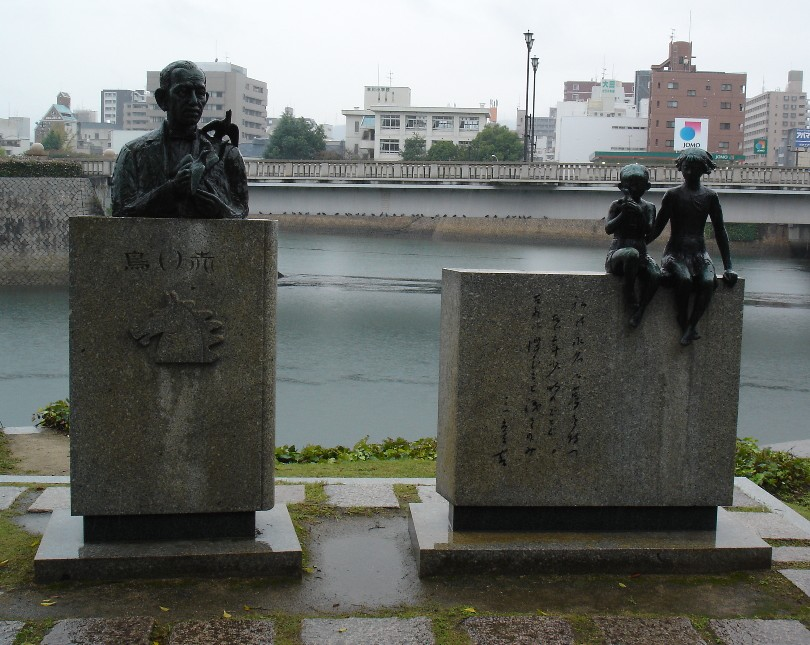
圓鍔勝三作原爆ドームそばの鈴木三重吉「赤い鳥」文学碑

- 「女神」　1973年（昭和48年）　兵庫県神戸市中央区楠町4・大倉山公園
- 「花園の歌」　等身大群像　1981年（昭和56年）　ブロンズ。76歳のとき木彫で制作　埼玉県熊谷市星川シンボルロード（星川広場）
- 「かたらい」　1969年（昭和44年）　木彫　埼玉県熊谷市宮町2-47-1　熊谷市役所1階ロビー
- 仁王像一対　1978年（昭和53年）　木彫　東京大田区池上本門寺本殿。元は再建された仁王門に祀られていたが、近年修理のため撤去され、修理後は本殿に移された。
- 「紫式部像」　1986年（昭和61年）　ブロンズ。福井県武生市 紫式部公園。
- 「魚と少年」　2013年（平成25年）　ブロンズ。東京都世田谷区深沢　日本体育大学世田谷キャンパス1階エントランスホール。
- 「仲間」　東京駅新幹線中央乗換口付近（濱口雄幸首相遭難事件の概要プレートおよび床面マーキング付近）。